# Loretto-Kapellen (Oberstdorf)

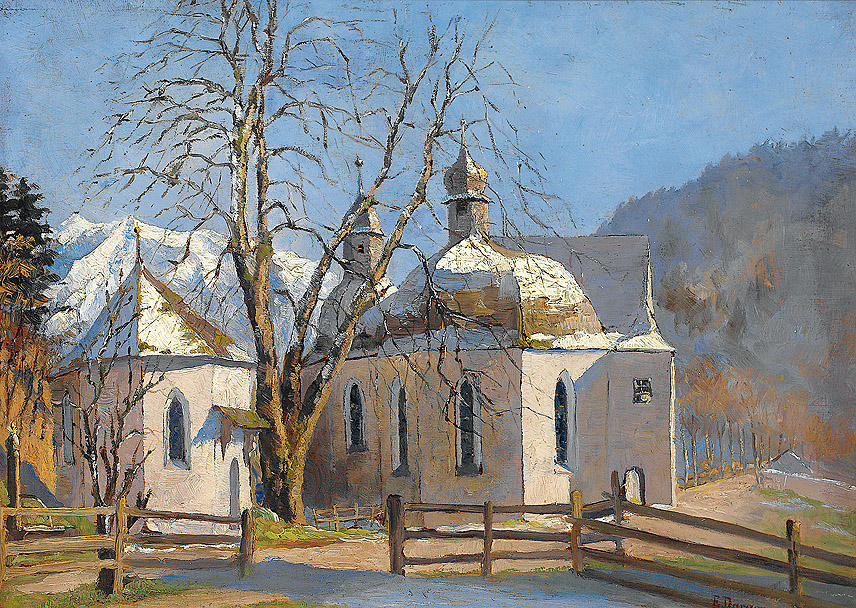
Winterliche Ansicht der Loretto-Kapellen, Gemälde von Ernst Dargen

Die Loretto-Kapellen sind ein Gebäudeensemble am südlichen Ortsrand von Oberstdorf im Allgäu. Es besteht aus drei einzelnen römisch-katholischen Kapellen. Die Lorettokapellen nehmen Bezug auf den italienischen Wallfahrtsort Loreto bei Ancona und sind Endpunkt der Kreuzwegstationen des Dorfes.

## Legende
Wie häufig bei Wallfahrtsorten, rankt sich auch um diesen eine Entstehungslegende, eine lokale Sage. Dieser zufolge sei in alter Zeit die nahe Stillach häufig über die Ufer getreten und habe dabei die umliegenden Felder überflutet und so die Ernte vernichtet. Um diesem vorzubeugen, veranstalteten die Oberstdorfer einen Bittgang, verbunden mit dem Gelöbnis, eine Kapelle zu errichten, sofern „sich der Fluss ableiten ließe“. Während dieser Prozession habe der Fluss sein Bett verlassen und den Weg der Gläubigen als neuen Lauf gewählt. Das Gelöbnis wurde erfüllt und eine Kapelle die sog. Appachkapelle (von „Abbach“) errichtet. In dieser fand auch das Gnadenbild aus dem frühen 17. Jahrhundert bzw. dessen Vorgänger Platz, welches sich heute in der Kapelle St. Maria Loretto befindet.

## Appachkapelle

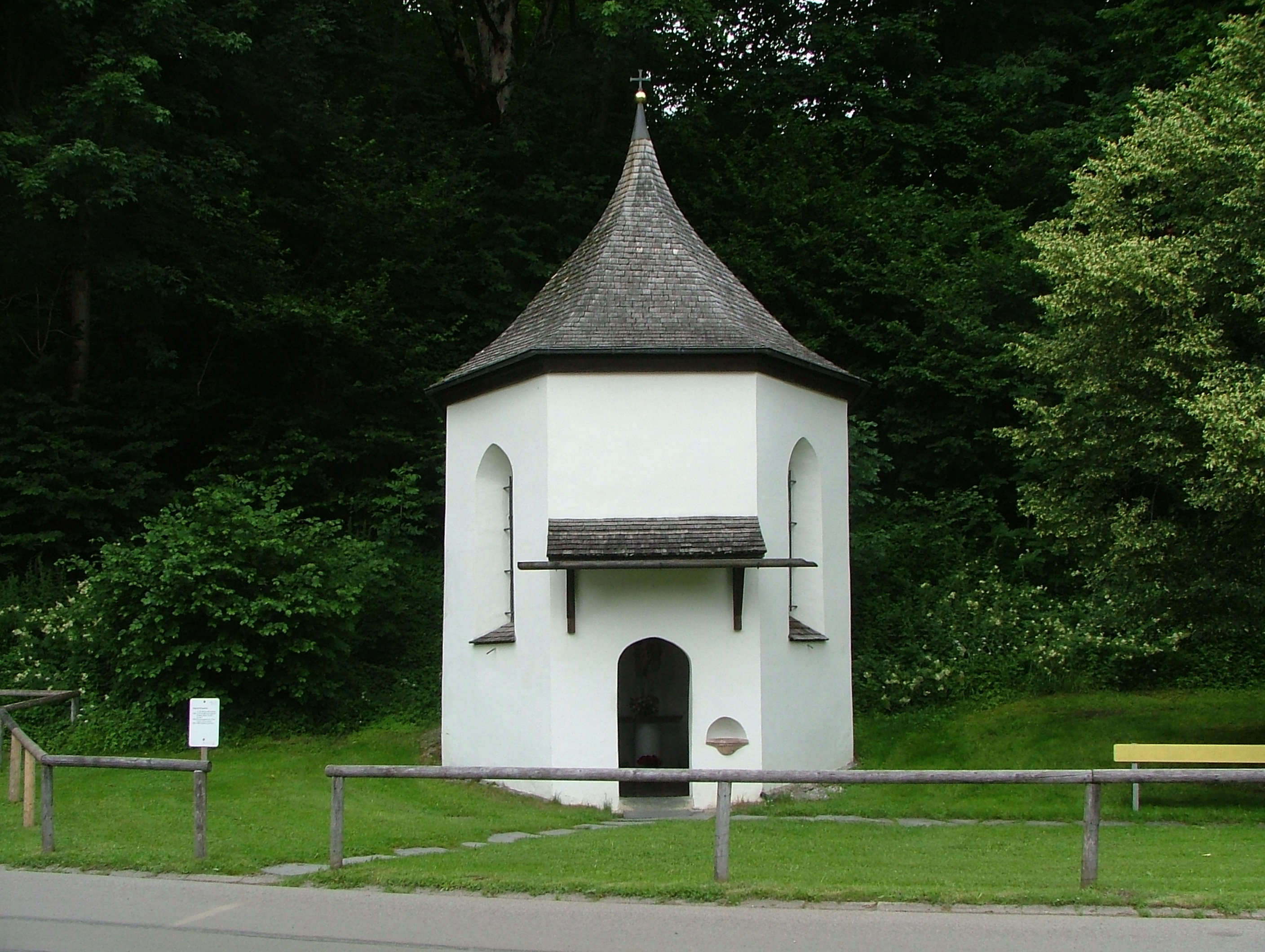
Appachkapelle

Die Appachkapelle ist die kleinste und älteste Lorettokapelle. Sie wurde bereits im Jahr 1493, im gotischen Stil erbaut. Das achteckige Gebäude liegt im Norden des Ensembles und ist der Ursprung der gesamten Anlage. Einst befanden sich drei Altäre in der Kirche, die dem hl. Ägidius, der Jungfrau Maria und weiteren Märtyrern gewidmet waren. Auf dem zentralen Marienaltar stand das um 1600 entstandene Gnadenbild aus Terrakotta. Heute befindet sich in der Kirche ein schlichter Marmoraltar, den eine barocke Holzplastik des Auferstandenen ziert. Sehenswert sind in der Kapelle auch die Fresken aus der Erbauungszeit, die Szenen aus dem Leben Christi und Mariens visualisieren.
Von Heiligabend an, bis Mariä Lichtmess ist in der Kapelle eine barocke Krippendarstellung aus der Zeit um 1725 aufgestellt. Sie besteht aus drei großformatigen Ölgemälden auf Holz.
Direkt vor der kleinen Appachkapelle befindet sich der wohl seit den Anfängen der Wallfahrt bestehende Marienbrunnen.

## St. Maria Loretto

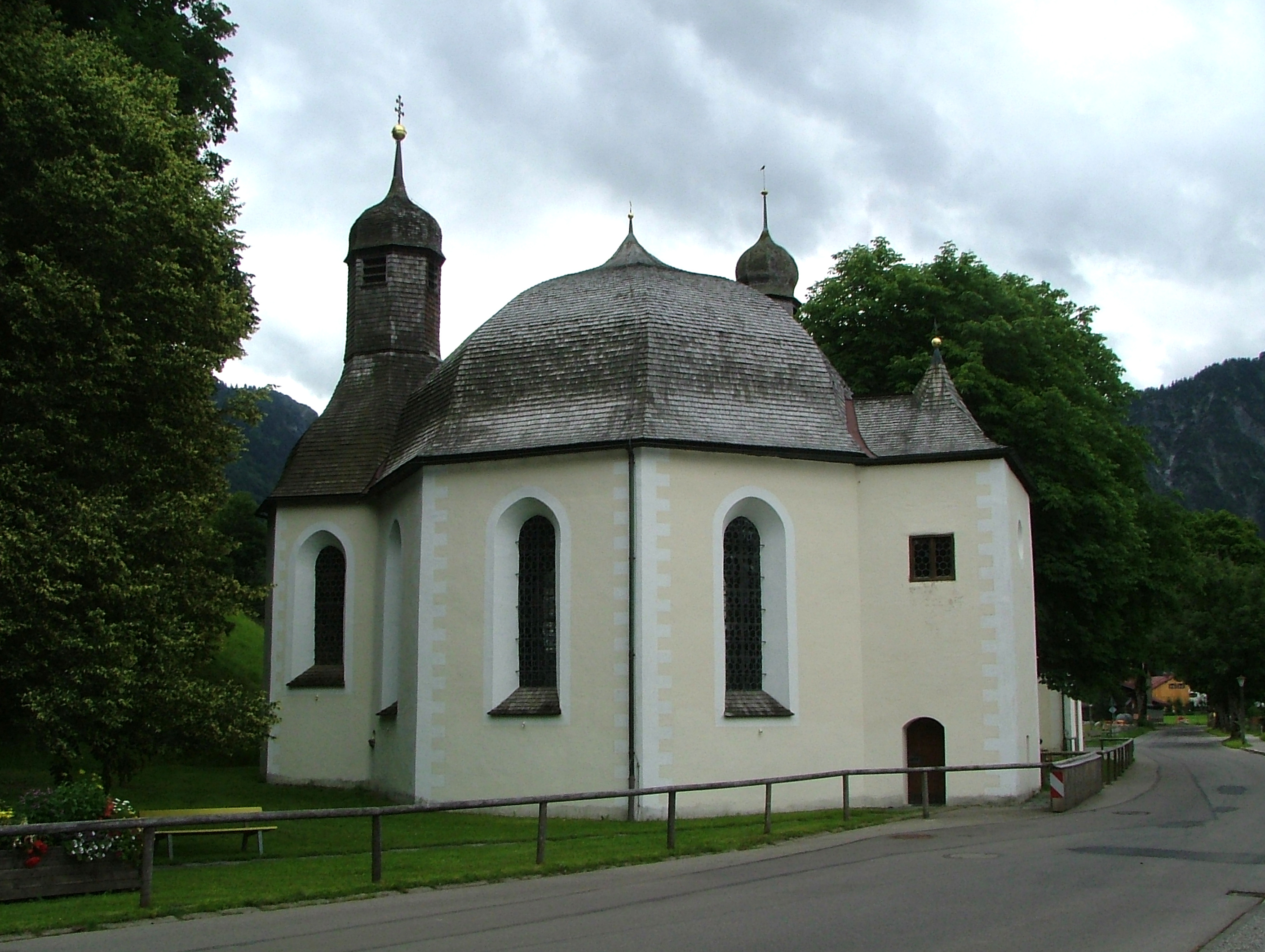
Außenansicht

Da die Appachkapelle den Pilgern irgendwann nicht mehr genug Platz bot, entschied man sich eine neue, größere Kapelle von 1657 bis 1677 als achteckigen Kuppelbau zu errichten. Benannt wurde sie, wie es zu dieser Zeit Mode war, nach dem italienischen Wallfahrtsort Loretto. Dieser Name ging im Volksmund später auch auf die beiden anderen Kapellen und die Bezeichnung des Weilers, „Loreto“, über.
Die Ausstattung dieser Kapelle orientiert sich vor allem am Stil des Rokoko. Besonders zu erwähnen sei der Hauptaltar, der von dem berühmten Künstler Anton Sturm geschaffen wurde, der auch den Hochaltar der Wieskirche entwarf. Im Zentrum des Oberstdorfer Altars steht das eingangs erwähnte Gnadenbild, welches mit im Kirchenjahr wechselnden Kleidern bekleidet wird. Diese Madonnenfigur wird von den Eltern Mariens, dem hl. Joachim (rechts) und der hl. Anna (links) gerahmt. Im Giebel des Altares befindet sich der hl. Johannes Nepomuk, der als Wasserheiliger verehrt wird und somit auf die Gründungslegende weist.
In der weiteren Ausstattung der Kapelle seinen die Figuren der zwölf Apostel aus der Zeit um 1700, die Stuckaturen von 1741 sowie die Deckengemälde genannt. Dabei stammt das runde Kuppelgemälde, das Maria als Himmelskönigin zeigt, von Claudius Schraudolph dem Älteren, der es 1877 im Stil der Nazarener ausgeführt hat. Die seitlichen Kartuschenbilder entstanden 1926.
Erwähnenswert sind auch mehrere Votivbilder, mit denen Gläubige der Gottesmutter für ihre Hilfe danken wollten.
Die Lorettokapelle, die größte der Dreien, wird heutzutage nicht nur für die Wallfahrt, sondern auch für Hochzeiten genutzt.

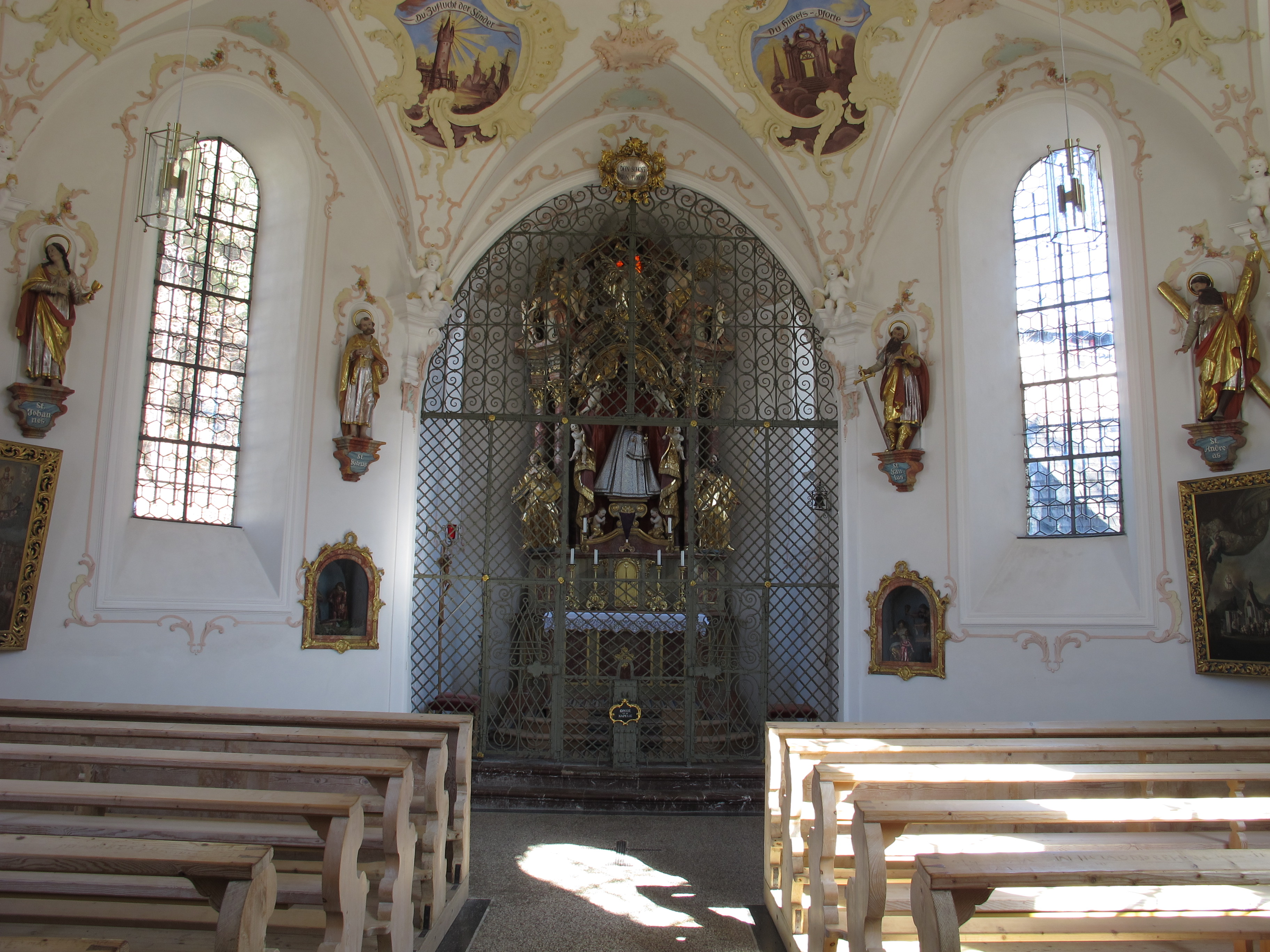
Innenraum mit Altar
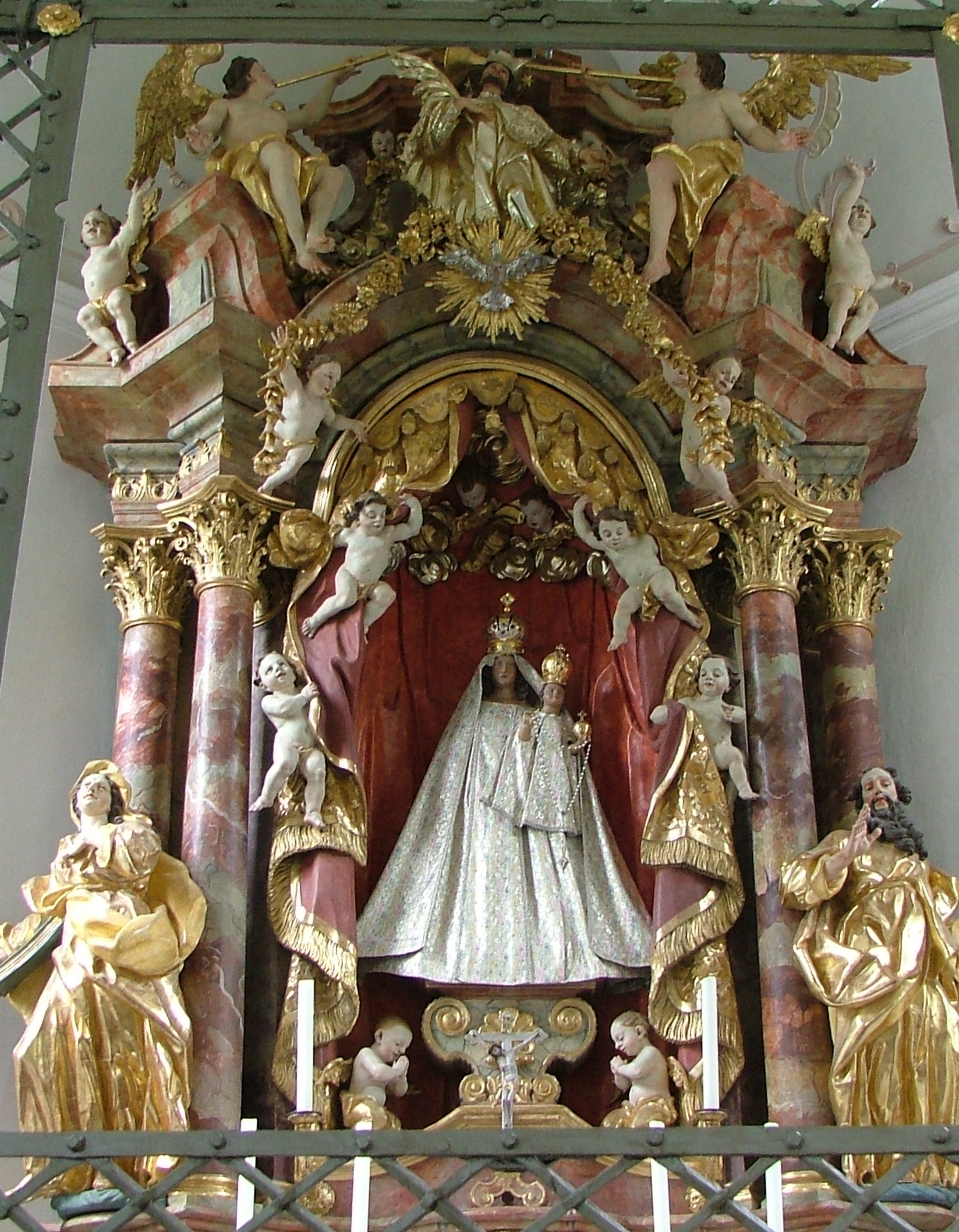
Altar mit Gnadenbild
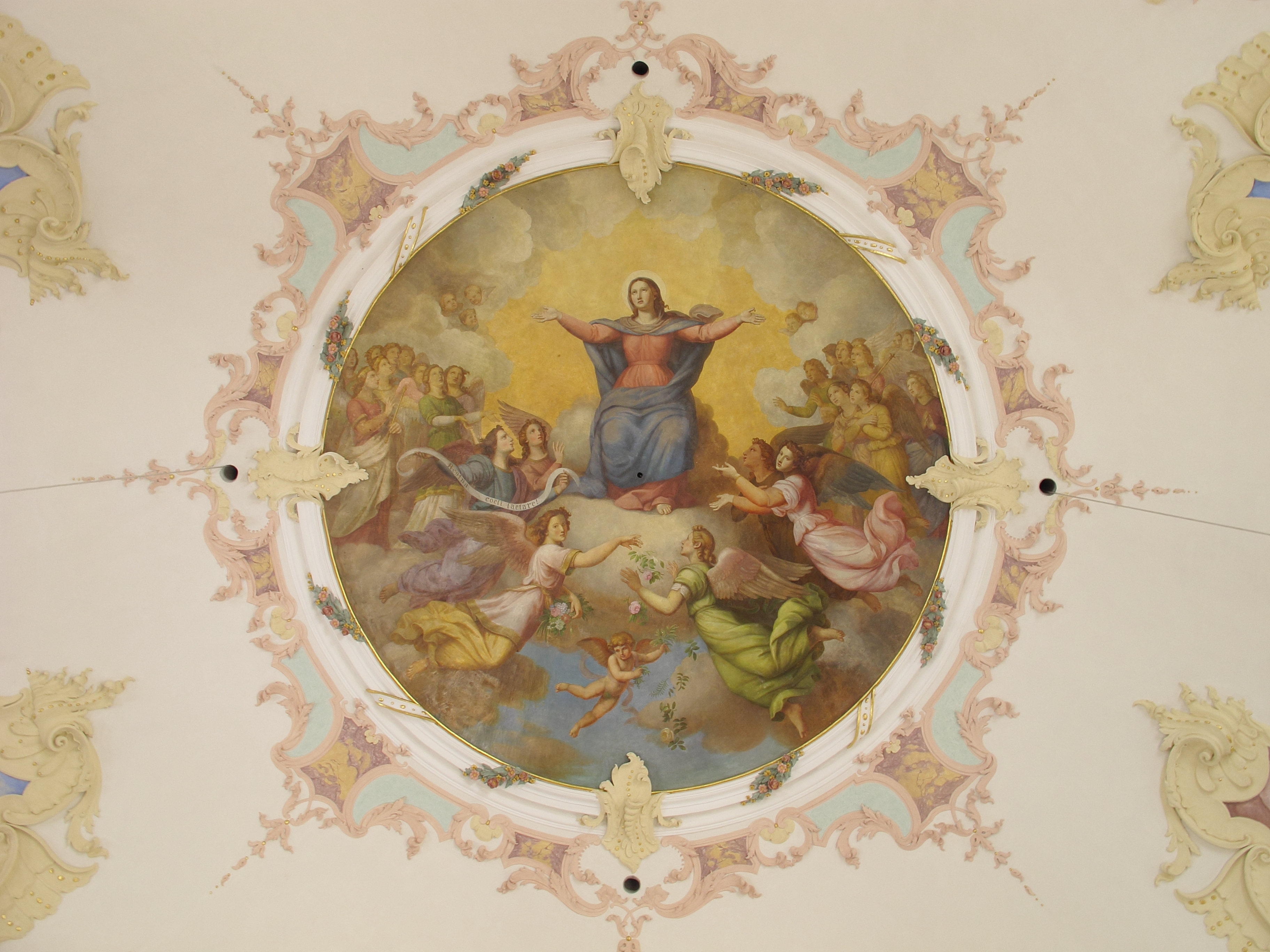
Deckengemälde
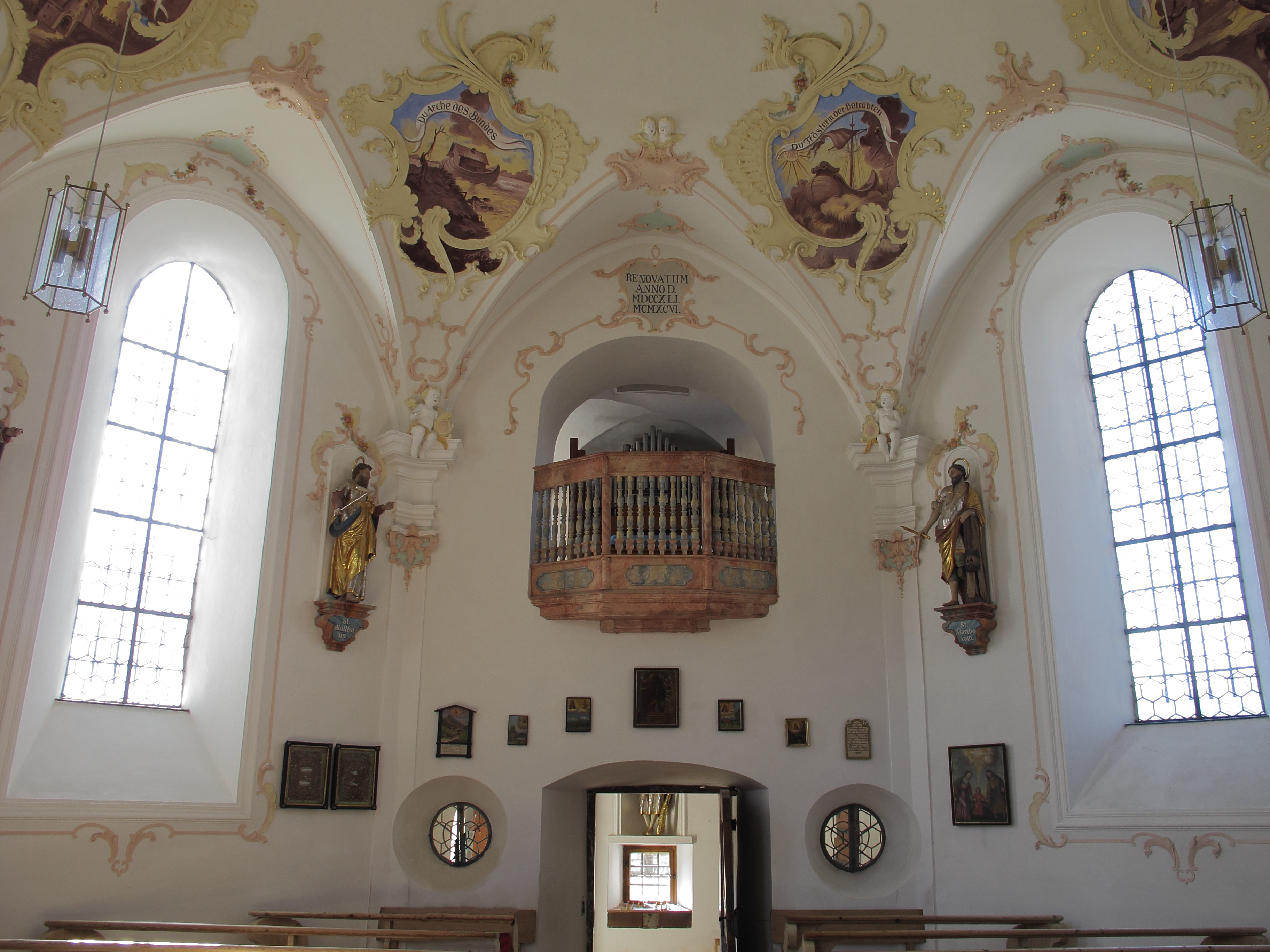
Innenansicht mit Orgel

## Josefskapelle

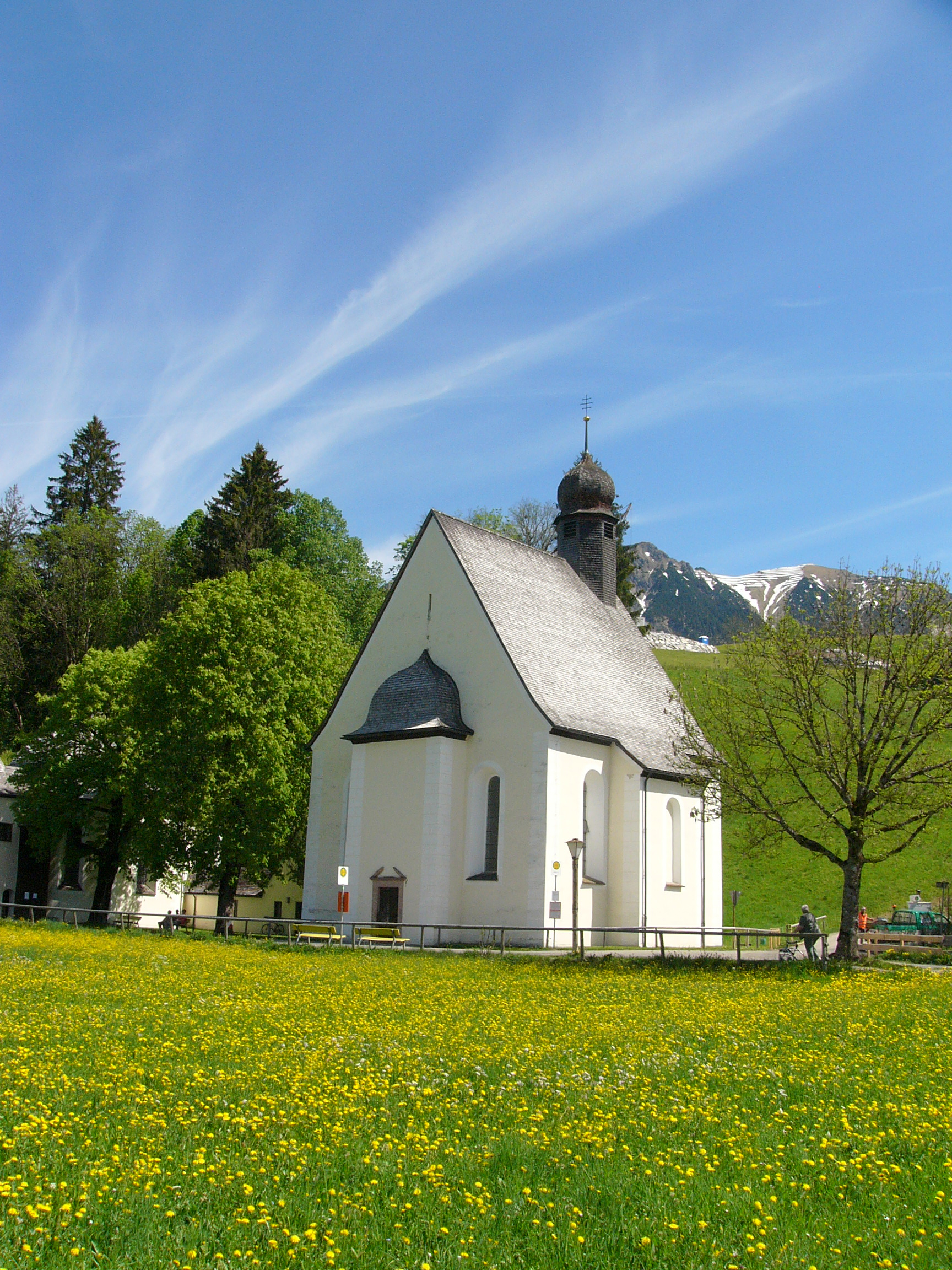
Außenansicht

Die Josefskapelle wurde im Jahre 1671 auf einem Kreuzgrundriss erbaut und 1685 geweiht. Künstlerische Kostbarkeiten, wie die Seitenaltäre, stammen aus der Erbauungszeit, wurden also im barocken Stil errichtet. In dieser Kapelle steht vom Karfreitag an mehrere Wochen lang eine Darstellung des Heiligen Grabes aus der Zeit des Historismus. Eine weitere künstlerische Kostbarkeit ist der Palmesel von 1729, ein Werk des in Oberstdorf gebürtigen Bildhauers Franz Xaver Schmädl. 

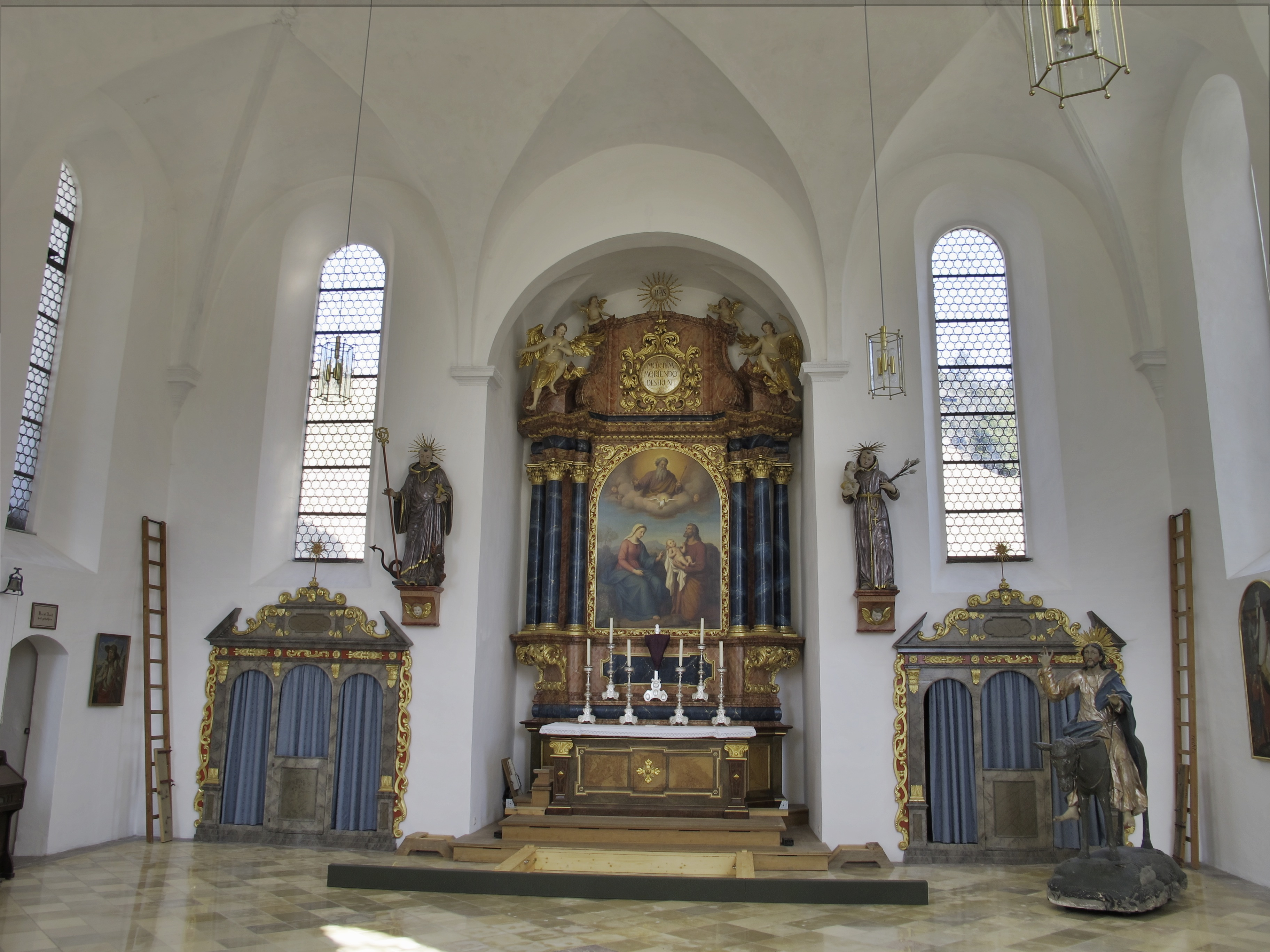
Innenraum mit Altar